# آرگ گالستیان (دولتمرد)
آرگ آرگی گالستیان (ارمنی: Արեգ Արեգի Գալստյան؛  زادهٔ ۸ نوامبر ۱۹۴۹) دولتمرد، سیاستمدار اهل ارمنستان بود.

## زندگی‌نامه
وی در ۸ نوامبر ۱۹۴۹ در ایروان به دنیا آمد و از دانشگاه پلی‌تکنیک ارمنستان فارغ‌التحصیل گشت. همچنین برندهٔ جوایزی همچون نشان آنانیا شیراکاتسی (۲۰۱۴) و مدال یادبود نخست‌وزیر ارمنستان شده‌است. 

## یادداشت
1. ↑  տեխնիկական գիտությունների թեկնածու